# Alan Hunt
Alan Hunt (ur. 1924 w Aston, zm. 2 lutego 1957 w Johannesburgu) – brytyjski żużlowiec.

## Życiorys
W czasie swojej kariery czterokrotnie awansował do finałów indywidualnych mistrzostw świata na żużlu, w latach 1951 (XVI miejsce), 1953 (XIV miejsce), 1954 (jako zawodnik rezerwowy) oraz 1956 (XI miejsce). W 1956 r. zdobył złoty medal indywidualnych mistrzostw Republiki Południowej Afryki oraz srebrny medal indywidualnych mistrzostw Rodezji. Był również dwukrotnym medalistą drużynowych mistrzostw RPA: złotym (1956, klub Durban Hornets) oraz srebrnym (1955, klub Wembley Lions).
W lidze brytyjskiej startował w barwach klubów Cradley Heath Heathens (1947–1950) oraz Birmingham Brummies (1951–1956). Trzykrotny medalista drużynowych mistrzostw Wielkiej Brytanii: srebrny (1952) oraz dwukrotnie brązowy (1953, 1956).
Zmarł 2 lutego 1957 w wyniku obrażeń, które odniósł w wypadku podczas zawodów żużlowych w Johannesburgu.